# Johann Heinrich Gottfried von Bretschneider
Heinrich Gottfried Bretschneider (Gera, 1739. március 6. – Krinitz, Csehország, 1810. november 1.) német katonatiszt, könyvtáros, műgyűjtő, író, a pesti egyetem első könyvtárigazgatója.

## Élete
16 éves korában katonai szolgálatba állott Szászországban, ahonnan hosszas kalandos utazás után 1772-ben Bécsbe jött és kinevezték Temesvárra Kreis-Hauptmannak. 1780. február 4.-én egyetemi első könyvtárigazgató lett, mikor Pray György volt ott a második könyvtárigazgató. Később a két igazgató viszálykodása igen elmérgesedett és ezért Bretschneidert 1784-ben Lembergbe helyezték át. 1809-ben mint császári és királyi udvari tanácsos nyugalomba helyeztetett.

## Munkái
1. Rede, welche bei Errichtung des Temeswarer Comitats im Jahre 1779 in lateinischer Sprache gehalten wurde. Temesvár (ford.)
2. Auf die Ankunft sr. Excellenz des Herrn Grafen Karl Pálffy von Erdőd kön. Hofkommissar zur feierlichen Errichtung der Hohen Schule zu Ofen den 24. Brachmonats, 1780 (költemény)
3. Auf das Einweihungfest der königl. hohen Schule in Ofen. 1780 (költ.)
4. Fabeln, Romanzen und Sinngedichte. Pest, 1781 (névtelenül)
5. Antwort eines polnischen Edelmannes in der Republik an seinen Freund in Galizien auf die Anfrage: was von einer Vereinigung Galiziens mit Ungarn zu halten sei. Warschau. 1790

Külföldi munkáit, melyek többnyire névtelenül jelentek meg, elősorolja az Österr. Nat. Encycl.